# Голик, Анатолий Иванович
Анатолий Иванович Голик (27 сентября 1941, Сумы — 21 января 2005, Московская область) — советский и российский актёр театра, кино и озвучивания.

## Биография
Родился 27 сентября 1941 года в городе Сумы Сумской области в семье Ивана Самойловича Норенко и Софьи Николаевны Голик. 
В 1948 году пошёл учиться в сумскую среднюю школу № 1, а также в ней Голик являлся членом школьной редакционной коллегии. После получения аттестата зрелости, в 1958 году уехал в Москву и с первой же попытки поступил на актёрский факультет ВГИКа в мастерскую М. И. Ромма. 
Сниматься в кино начал с третьего курса института. Первой работой в 1960 году стал фильм «Прыжок на заре» И. В. Лукинского, в котором Голик сыграл роль ефрейтора Фомичёва. Затем в 1961 году снялся во втором фильме под названием «А если это любовь?» у Ю. Я. Райзмана, сыграв роль Игоря, одноклассника главных героев. 
В 1963 году окончил ВГИК, после чего был принят в состав киностудии «Мосфильм» и Театра-студии киноактёра, где состоял до 2000 года. Много играл не только в фильмах, но и в различных спектаклях, работал на дубляже, принимал участие в шефской работе Театра-студии киноактёра. За всю кинематографическую карьеру успел сняться в более чем 100 ролях. 
Скончался 21 января 2005 года на 64 году жизни по причине онкологии. Похоронен на Марфинском кладбище в Одинцовском городском округе Московской области.

## Личная жизнь
- Жена — Эмилия Петровна Ткаченко (1938–2011) — старший инженер Всесоюзного объединения «Союззагранприбор»[1].
- Дети: дочь – Татьяна (р. 1960); сын – Евгений (1970–2000)[1].

## Фильмография
- 1960 — Прыжок на заре — Фомичёв
- 1961 — А если это любовь? — Игорь
- 1963 — Это случилось в милиции — гость на свадьбе
- 1964 — Пядь земли — Мезенцев
- 1964 — Товарищ Арсений — Яшка
- 1966 — Я солдат, Мама — Иванов
- 1967 — За нами Москва — лейтенант Брудный
- 1967 — Крепкий орешек — Ганс, немецкий солдат
- 1967 — Николай Бауман — участие
- 1967 — Пароль не нужен — адъютант Семёнова
- 1967 — Таинственный монах — Вася
- 1968 — В трудную минуту — Николай
- 1969 — Король гор и другие — охотник
- 1969 — Сердце Бонивура — участие
- 1969 — Старый знакомый — физик
- 1970 — Безобидный человек — свидетель аварии
- 1970 — Морской характер — матрос
- 1970 — Нечаянная любовь — таксист
- 1970 — Сердце России — Маркин, осмотрщик вагонов
- 1971 — Возвращение к жизни — офицер конвоя
- 1971 — Если ты мужчина — Вася, экскаваторщик
- 1972 — Нежданный гость — солдат
- 1972 — Пятьдесят на пятьдесят — сотрудник КГБ
- 1973 — Иван Васильевич меняет профессию — стрелец
- 1973 — Транзит на север — Огурцов
- 1973 — Это сильнее меня — приятель фарцовщика
- 1974 — Ищу мою судьбу — гость
- 1974 — Ответная мера — капитан Лупачук
- 1974 — Последняя встреча — Зыков, шофёр
- 1974 — Романс о влюблённых — участие
- 1974 — Скворец и Лира — официант
- 1975 — На ясный огонь — сын кулака
- 1975 — От зари до зари — участие
- 1975 — Соло для слона с оркестром — Игорь
- 1976 — Волшебный круг — участие
- 1976 — Два капитана — лётчик
- 1976 — День семейного торжества — Федя
- 1976 — Повесть о неизвестном актёре — актёр
- 1976 — Сохранить город — участие
- 1977 — Ахиллесова пята — тренер
- 1977 — Вечный зов — сотрудник НКВД
- 1977 — Гонки без финиша — участие
- 1977 — Инкогнито из Петербурга — гость
- 1977 — Схватка в пурге — шофёр
- 1977 — Трактир на Пятницкой — чекист
- 1978 — Близкая даль — повар бригады
- 1978 — На новом месте — Коля, шофёр
- 1978 — Право первой подписи — участие
- 1978 — Приехали на конкурс повара — бригадир на строке
- 1978 — Тактика бега на длинную дистанцию — партизан
- 1978 — Целуются зори — военком
- 1978 — Шествие золотых зверей — Фёдор Степанович, капитан милиции
- 1979 — Антарктическая повесть — лётчик
- 1979 — Гонка с преследованием — начальник геологической партии
- 1979 — Утренний обход — пассажир электрички
- 1980 — Гражданин Лёшка — вертолётчик
- 1980 — Дым отечества — приказчик
- 1980 — Корпус генерала Шубникова — участие
- 1981 — Крик тишины — Володя, бригадир
- 1981 — Любовь моя вечная — колхозник
- 1982 — Если враг не сдаётся... — представитель ставки
- 1982 — Кто стучится в дверь ко мне... — шофёр Игоря
- 1982 — Не хочу быть взрослым — Толя, милиционер
- 1983 — Ворота в небо — адъютант
- 1983 — Тревожное воскресенье — Борис Бухов
- 1984 — Мёртвые души — купец
- 1984 — Нам не надо предугадать — участие
- 1984 — Наследство — Василий
- 1984 — Победа — Трухановский
- 1984 — Поручить генералу Нестерову — участие
- 1985 — Жил отважный капитан — боцман
- 1985 — От зарплаты до зарплаты — работник обувной фабрики
- 1985 — Секунда на подвиг — старшина
- 1986 — Без срока давности — водитель
- 1986 — Затянувшийся экзамен — капитан
- 1986 — Зина-Зинуля — бригадир
- 1987 — Про любовь, дружбу и судьбу — инженер
- 1988 — Вам что, наша власть не нравится — рыбак
- 1988 — Пилоты — советский офицер
- 1988 — Серая мышь — Морщиков
- 1989 — Закон — Семаков
- 1989 — Криминальный квартет — Григорук
- 1989 — Молодой человек из хорошей семьи — управленец
- 1989 — Частный детектив, или Операция «Кооперация» — директор дома ветеранов
- 1990 — Искушение Б. — Анатолий Сократович Романюк
- 1990 — Проект «Альфа» — замкомбрига
- 1990 — Сообщница — прохожий
- 1990 — Я объявляю вам войну — постоялец в гостинице
- 1991 — Не будите спящую собаку — шофёр служебной машины
- 1992 — Зачем алиби честному человеку? — Веточкин
- 1992 — Устрицы из Лозанны — старший лейтенант ГАИ
- 1994 — Горячев и другие — врач
- 1994 — Маэстро вор — врач